# Почта духов
«По́чта ду́хов, или Учёная, нравственная и критическая переписка арабского философа Маликульмулька с водяными, воздушными и подземными духами» (в XVIII веке произносилось По́чта духо́в) — российский литературно-художественный сатирический журнал, издаваемый И. А. Крыловым. Выходил в Санкт-Петербурге с января 1789 года ежемесячно, всего вышло восемь номеров. Последним стал августовский номер, который появился лишь в марте 1790 года. Предполагалось издать ещё четыре, однако, ввиду недовольства властей и малого количества подписчиков (в списке «подписавшихся особ» указано всего 79 человек), издание было остановлено.
В первом издании каждые четыре номера составляли одну часть, нумерация страниц была сквозной через все номера части.
По форме журнал представлял собой собрание писем, посланных Маликульмульку разными духами — гномами Зором, Буристоном, Вестодавом, сильфами Дальновидом, Световидом, Выспрепаром, бесом Астаротом, философом Эмпедоклом, ондином Бореидом, и двух писем самого Маликульмулька. Письма были связаны единым фантастическим сюжетом, что даёт возможность рассматривать журнал как цельное произведение. «Почта духов» имеет много общего с выходившим на двадцать лет раньше журналом «Адская почта» Ф. А. Эмина. Вероятно, журнал Эмина послужил Крылову образцом.
В письмах подземных духов, гномов Зора, Буристона, Вестодава, сатира носит в основном бытовой характер, осмеиваются царящие на Земле разврат и коррупция, быстро заражающие и размеренную жизнь подземного царства. Письма воздушных духов-сильфидов Выспрепара, Световида, Дальновида задают несколько иное направление. В них присутствует много философских рассуждений об общественной морали, политике, обязанностях монархов, положении дворян в обществе, о моральном долге, определяющем звание «честного человека», появляются похвалы мизантропии как единственно правильной позиции честного человека в мире, где торжествуют фальшь и корысть. Во многих письмах журнала высмеивалась галломания, уделялось место и литературной полемике.
В XIX веке очевидные различия, присутствовавшие в письмах разных духов, сделали популярной точку зрения (восходящую к мемуарам Массона, опубликованным в Париже в 1800 году), что автором «философских» писем является А. Н. Радищев. Это мнение отстаивали А. Н. Пыпин (Крылов и Радищев, «Вестник Европы», 1868, май), А. И. Лященко (Биография И. А. Крылова, «Исторический вестник», 1894, № 11), Л. Н. Майков (Историко-литературные очерки, СПБ., 1895), оно принято в написанной Лященко статье о «Почте духов» в «Энциклопедическом словаре Ф. А. Брокгауза и И. А. Ефрона». В первое собрание сочинений И. А. Крылова 1847 года под редакцией П. Плетнева входило лишь восемнадцать писем журнала (письма гномов Зора, Буристона и Вестодава) и вступление. Однако в настоящее время возобладало представление, что единственным автором и редактором журнала являлся сам И. А. Крылов, а в современных собраниях сочинений Крылова принято перепечатывать весь журнал целиком.
Первоначально «Почта духов» издавалась в типографии И. Рахманинова и, видимо, на его средства. За Рахманиновым остались оригиналы и права на переиздание, которыми он воспользовался в 1793 году. В своём имении, селе Казинке, куда он перевёл типографию, Рахманинов осуществил новое издание, тиражом 600 экземпляров. Весь этот тираж был конфискован и в 1797 году сгорел во время пожара. В 1802 году «Почта духов» была переиздана в Петербурге книгопродавцом Свешниковым в четырёх частях, уже без разбиения на месяцы. Это издание 1802 года принято считать вторым.